# 大量購入
大量購入（たいりょうこうにゅう、英：Bulk purchasing）、または一括購入（いっかつこうにゅう）とは、商品を通常よりも低い単価で入手することを主たる目的として、通常よりもはるかに多くの数量を購入することである。
卸売は、大量の商品を低単価で小売業者に販売している。卸売業者は小売業者がはるかに多くのユニットを購入することに合意した場合、各ユニットの少し低い販売価格を受け入れることになり、そこで利益を最大化することができる。卸売業者は通常、商品を生産する工場と同等である。工場主は販売数量が増加するにつれて、規模の経済を利用して利益を増やすことができる。
小売業は少量を消費者に向けてより高い価格で販売するために、卸売市場で商品を購入している。この利益の一部は、小売業者の有益な分布関数であるロジスティクス（ロジスティック分布）によって正当化されている。小売業者は消費者の要望に沿って、それらの大量の商品を多くの少人数の消費者との取引に適した、より小さなユニットに小分けしている。小売業者も卸売業者と同様に、規模の経済により利益を得ることができる。
大量購入では、小売業者が卸売業者から規模の経済の恩恵を受けていることと同様に、消費者はその恩恵の一部を受けている。つまり、大量購入と引き換えに、一個あたりの商品価格をより安く購入している。これにより、消費者は支出した1円あたりの使用価値を高めることになり、より安い総コストでより多くの要求を満たすことができる。
大量購入によって生じた節約志向の消費者の需要は、大規模小売店の成功につながっている。限界費用によって達成されるものの、総費用は増加しない。

## 音楽産業
音楽産業での大量購入は、DJに対する賄賂や不正ストリーミングと並んで、チャートを操作する不法行為のうちの1つにあたる。これを韓国では「サジェギ」と呼んでいる。
韓国では一般に、サジェギは商品の不法な大量購入を指している。例えば、韓国のある企業は、近年、新型コロナウイルスの発生に対する懸念から400万枚を超えるフェイスマスクを大量購入した。
しかし、音楽作品においてのサジェギはより明確な意味を持っている ― 非倫理的かつ（または）不法にチャートランキングを押し上げている。例えば、芸能事務所が、所属するアーティストのCDを大量購入している、あるいは（デジタル時代に多く発生しているように思われるが）曲を繰り返しストリーミングし、チャートの順位を上げるためにボットやコンピューターファームを使用している。サジェギのスキャンダルはオンラインチャート、芸能事務所、さらには一部のファンとの関わりさえもその信頼性に疑問を投げ掛けており、韓国の音楽産業に試練を与えている。
音楽産業におけるサジェギは、ファンによって画策された大量購入の企みというよりは、アーティストあるいは彼らの事務所によって巧みに操作された大量購入のことを明確に指している。それにもかかわらず、アーティストのファンが主導した大量購入の取り組みも、非倫理的なこととして非難されることがある。物議を醸したケースにBTSやそのメンバーによる「Dynamite」「Butter」「Seven」「Like Crazy」などの楽曲がある。米・独立系雑誌のPAPERによると、バンドのファン (”ARMY”と呼ばれる) は、総額約4万ドル（当時のレートで約420万円）の大規模な募金 (または寄付) 活動を行っている。PAPERはまた、BLACKPINKのファンである”BLINK”が、彼女たちの1stアルバム「THE ALBUM」を購入するために、1万ドル（同約105万円）以上の資金を調達したと述べている。
チャート操作は韓国で物議を醸しているトピックである。韓国の文化体育観光部は、チャート操作を防ぐために真夜中のリリースを全面的に禁止した。
米・ビルボードでは、ファンによるチャート操作を防ぐために、主にHot 100を対象とした新しいルールを導入した。ルールの変更後、楽曲とアルバムのデジタル販売は顧客ごとに1週間に1回のみカウントされ、2回以上の一括購入はカウントされなくなった。CDなどのフィジカルアルバム販売には適用されない。